# Geraint Wyn Davies
Geraint Wyn Davies, sullo schermo conosciuto anche come Geraint Wyn-Davies (Swansea, 20 aprile 1957), è un attore, regista e produttore televisivo britannico naturalizzato statunitense.
Nato in Gran Bretagna ed educato in Canada, Geraint Wyn Davies ha lavorato in Gran Bretagna, Canada e Stati Uniti d'America. Probabilmente il suo ruolo di maggior successo è stato quello di Nick Knight (un vampiro diventato detective della polizia) nella serie televisiva Forever Knight.

## Biografia
Geraint Wyn Davies è figlio di un predicatore Cristiano Congregazionalista. All'età di 7 anni lui e la sua famiglia si trasferiscono da Haverfordwest in Gran Bretagna al Canada. Lì frequenta l'Upper Canada College. A 12 anni scopre la passione per la recitazione partecipando a una produzione scolastica de Il signore delle mosche. Successivamente prosegue gli studi alla University of Western Ontario nella facoltà di Economia prima di abbandonarla per la carriera di attore.
Geraint Wyn Davies è stato sposato con l'artista canadese Alana Guinn dal 1985 al 2006 e da questo matrimonio ha avuto due figli, Pyper e Galen. Nell'agosto del 2011 si è risposato con l'attrice Claire Lautier.
Il 13 giugno 2006 Davies è diventato cittadino americano giurando davanti al giudice della Corte Suprema degli Stati Uniti d'America Ruth Bader Ginsburg. A proposito di questa esperienza Davies ha detto: È stato meraviglioso.

## Attività professionale
Il suo debutto da attore teatrale professionista avviene nel 1976 a Québec, quando all'età di 19 anni appare in The Fantasticks, Red Emma e Sogno di una notte di mezza estate. Dopo il Quebec Geraint si trasferisce per lavorare con la compagnia teatrale Center Stage di Londra, dove ottiene una parte importante in The Last Englishman con la British Actors Theatre Company. Trascorre due stagioni con il Clwyd Theatr Cymru girando la Gran Bretagna con le opere Enemy of the People e Amleto (per il quale riceve il premio come miglior attore regionale), e una stagione con il Chichester Festival con Enrico VIII. In Canada appare per molte stagioni nel Shaw Festival e nello Stratford Shakespeare Festival. Negli anni si crea una buona reputazione grazie agli spettacoli The Music Cure, Candida, Cyrano de Bergerac, The Vortex, Goodnight Disgrace, Enrico V e I tre moschettieri. Nel suo repertorio anche il musical The Boys from Syracuse di Richard Rodgers e Lorenz Hart. Altri lavori includono My Fat Friend a Los Angeles e Sleuth con Patrick Macnee a Toronto. Nel 2004 recita a Washington in Cyrano de Bergerac e Riccardo III.
Geraint fa il suo debutto cinematografico nel 1977 nel film per la TV Deadly Harvest e da allora è apparso in molti film, tra questi la miniserie televisiva RoboCop: Prime Directives (2000). Nel 2007 appare in un cameo in Nancy Drew e nel film per la TV Post Mortem per Lifetime. Ha un ruolo ricorrente nella serie canadese To Serve and Protect e in Forever Knight, partecipando come guest star a episodi di molte altre serie. Da segnalare anche la sua attività come regista.
Geraint si è distinto pure come musicista e nella serie Forever Knight ha suonato il pianoforte e partecipato alla scrittura di una canzone per l'episodio Baby Baby; un suo brano è stato anche incluso nel primo CD di Forever Knight. È apparso in diversi musical, in particolare nella parte di Henry Higgins in My Fair Lady a Stratford (Ontario). Musicista autodidatta, ha inciso un CD dei suoi lavori dal titolo Bar Talk, venduto tramite il suo fan club e i cui proventi sono destinati a diverse opere di carità come Alex's Lemonade Stand Foundation, Children's Hospital Foundation a Washington, lo Atlantic Theatre Festival di Wolfville e The Stratford Festival's Shakespeare School a Stratford (Ontario).

## Filmografia

### Attore

#### Film
- Deadly Harvest (1977)
- Punto di vista (2000)
- Il cubo 2 - Hypercube (2002)
- American Psycho 2 (2002)
- The Wild Dogs (2002)
- Some Things That Stay (2004)
- Pavane – cortometraggio (2008)

#### Film TV
- Cope
- D.O.A. (1978)
- A Paid Vacation (1979)
- Learning to Fly (1986)
- The Boys from Syracuse (1986)
- Matrimonio sul fiume (1987)
- The Taming of the Shrew (1988)
- Bionic Showdown: The Six Million Dollar Man and the Bionic Woman (1989)
- Terror Stalks the Class Reunion (1992)
- Other Women's Children (1993)
- Quel fantasma di mia madre (1993)
- Hush Little Baby (1994)
- Passi di follia (1995)
- Le match de notre vie (1996)
- Trilogia del terrore II (1996)
- Trudeau (2002)
- I Know What I Saw (2007)
- The Tempest (2010)

#### Serie TV
- Sidestreet – serie TV, 1 episodio (1975)
- In Their Shoes – serie TV, 1 episodio (1977)
- So the Story Goes – serie TV, 1 episodio (1977)
- For the Record – serie TV, 1 episodio (1978)
- High Hopes – serie TV, 1 episodio (1978)
- The Great Detective – serie TV, 1 episodio (1982)
- Hangin' In – serie TV, 2 episodi (1982)
- L'amico Gipsy (The Littlest Hobo) – serie TV, 3 episodi (1982-1983)
- I gemelli Edison (The Edison Twins) – serie TV, 1 episodio (1985)
- The Judge – serie TV, 6 episodi (1986)
- Airwolf – serie TV, 24 episodi (1987)
- Not My Department – serie TV, 1 episodio (1987)
- I Campbell (The Campbells) – serie TV, 1 episodio (1988)
- Diamonds – serie TV, 1 episodio (1988)
- Alfred Hitchcock presenta (Alfred Hitchcock Presents) – serie TV, 1 episodio (1989)
- Poliziotto a 4 zampe (Katts and Dogs) – serie TV, 1 episodio (1990)
- Street Legal – serie TV, 1 episodio (1990)
- Dracula: The Series – serie TV, 5 episodi (1990-1991)
- Il mio amico Ultraman (My Secret Identity) – serie TV, 1 episodio (1991)
- Sweating Bullets – serie TV, 1 episodio (1991)
- Forever Knight – serie TV, 70 episodi (1992-1996)
- Matrix – serie TV, 1 episodio (1993)
- The Hidden Room – serie TV, 1 episodio (1993)
- Highlander (Highlander: The Series) – serie TV, episodio 2x03 (1993)
- Kung Fu: la leggenda continua (Kung Fu: The Legend Continues) – serie TV, 1 episodio (1994)
- RoboCop – serie TV, 1 episodio (1994)
- Black Harbour – serie TV, 34 episodi (1996-1998)
- Oltre i limiti (The Outer Limits) – serie TV, 2 episodi (1996-2011)
- The Canadians – serie TV (1998)
- RoboCop: Prime Directives – miniserie TV, 3 episodi (2001)
- Tracker – serie TV, 12 episodi (2001-2002)
- Missing – serie TV, 1 episodio (2003)
- Puppets Who Kill – serie TV, 1 episodio (2005)
- I commedianti – serie TV, 5 episodi (2005)
- 24 – serie TV, 6 episodi (2006)
- ReGenesis – serie TV, 18 episodi (2007-2008)
- I misteri di Murdoch (Murdoch Mysteries) – serie TV, 3 episodi (2008-2013)
- Baxter – serie TV, 1 episodio (2011)
- Republic of Doyle – serie TV, 1 episodio (2011)

#### Video
- The Conspiracy of Fear (1996)
- Alien Tracker (2003)

### Produzione

#### Cortometraggi
- Cocktailed Confusion (1999)

### Regia

#### Televisione
- Forever Knight – serie TV, 7 episodi (1995-1999)
- North of 60 – serie TV, 1 episodio (1997)
- Black Harbour – serie TV, 7 episodi (1997-1999)
- Pit Pony – serie TV, 3 episodi (1999)
- Power Play – serie TV, 2 episodi (1999)

## Doppiatori italiani
- Massimo Lodolo in Sidestreet, Forever Knight
- Francesco Pannofino in Il cubo 2 - Hypercube
- Giorgio Locuratolo in 24
- Andrea Ward in American Psyco 2

## Teatro
- La bisbetica domata (1996) Original Shakespeare Company
- Gross Indecency: The Three Trials of Oscar Wilde (1998) Mark Taper Forum a Los Angeles
- An Evening with Dylan Thomas (1999) Atlantic Theatre Festival in Nuova Scozia, Canada
- Dylan Thomas and Shakespeare: In the Envy Of Some Greatness (2000) Atlantic Theatre Festival in Nuova Scozia, Canada
- Stranger in Paradise (2001) Atlantic Theatre Festival in Nuova Scozia, Canada
- My Fair Lady (2002) Stratford Shakespeare Festival
- Hughie (2003) Atlantic Theatre Festival in Nuova Scozia, Canada
- Re Lear (2004) Lincoln a New York
- Cyrano de Bergerac (2004) The Shakespeare Theatre a Washington
- Do Not Go Gentle (2005) Arclight Theatre a New York
- L'isola del tesoro (2005) a Washington
- Pene d'amor perdute versione anni '60 di Michael Kahn (2006) The Shakespeare Theatre a Washington
- Pene d'amor perdute versione anni '60 di Michael Kahn (2006) The Shakespeare Theatre a Stratford-upon-Avon (Gran Bretagna)
- Riccardo III (2007) The Shakespeare Theatre a Washington
- Amleto (2008) Ontario's Stratford Shakespeare Festival
- Fuente Ovejuna (2008) Ontario's Stratford Shakespeare Festival
- Women Beware Women (2008) Red Bull Theater a New York
- Macbeth (2009) Stratford Shakespeare Festival
- Giulio Cesare (2009) Stratford Shakespeare Festival
- Sogno di una notte di mezza estate (2009) Stratford Shakespeare Festival
- Camelot (2010) Stratford Shakespeare Festival
- Le allegre comari di Windsor (2010) Stratford Shakespeare Festival